# Sione Piukala
Pas d'image ? Cliquez ici

a Compétitions nationales et continentales officielles uniquement.

b Matchs officiels uniquement.
Dernière mise à jour le 20 août 2020.
Sione Piukala, né le 8 juin 1985 aux îles Tonga, est un joueur tongien de rugby à XV qui évolue au poste de centre.

## Biographie
Sione Piukala évolue pour le club d'Eastwood qui participe au Shute Shield (qu'il remporte en 2011), le championnat de Sydney.
À l'issue de la saison 2012, il rejoint le club de l'USA Perpignan pour disputer le Top 14 et l'Amlin Challenge Cup.

## Palmarès
- Champion de France de Pro D2 en 2018